# Iglesia de San Isidoro (Sevilla)
La iglesia de San Isidoro de la ciudad de Sevilla (Andalucía, España) es la sede de una parroquia católica. Fue edificada en el siglo XIV y es de estilo gótico-mudéjar.

## Situación e historia

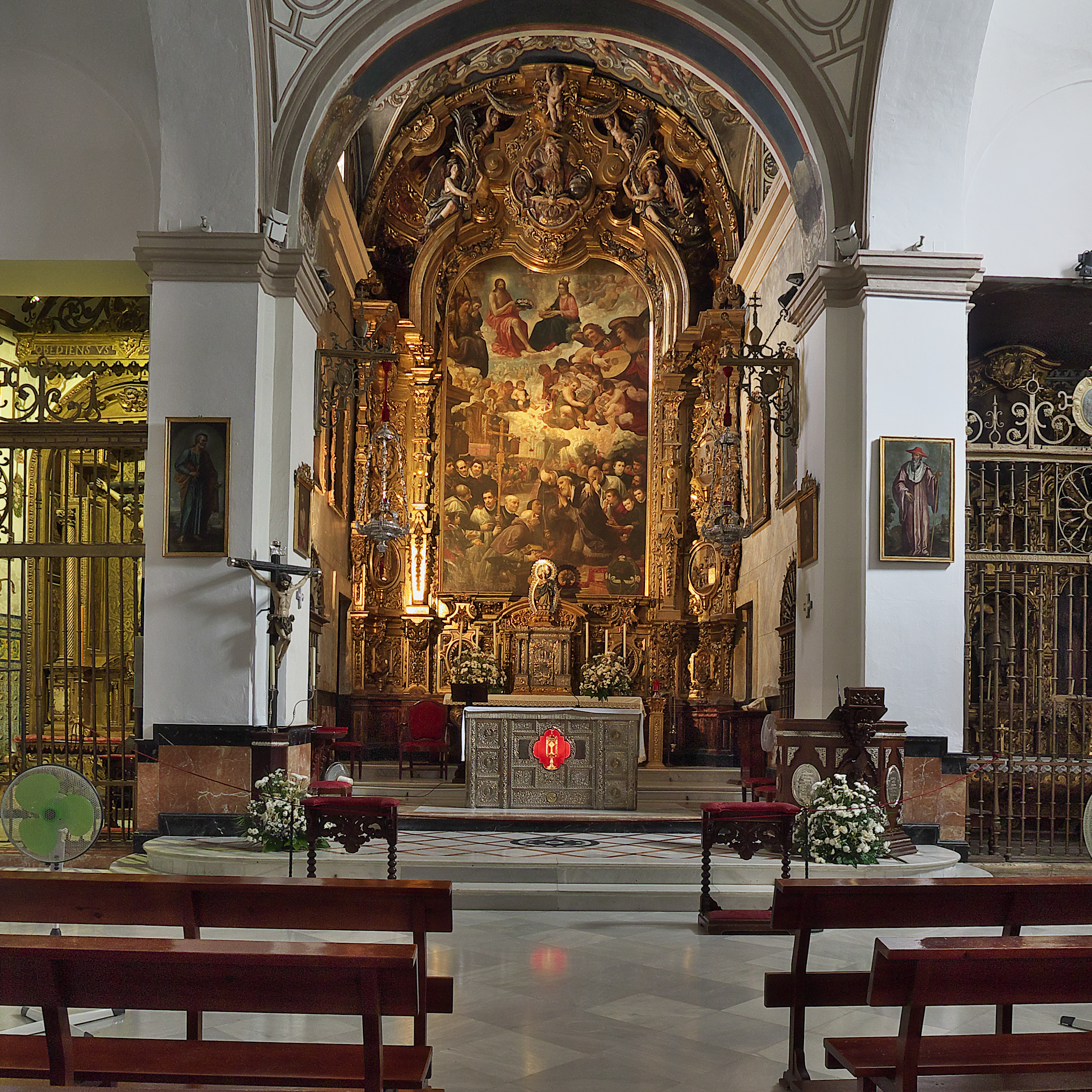
Retablo mayor

Se sitúa en una de las cotas más elevadas de la ciudad, donde excavaciones arqueológicas han encontrado los primeros asentamientos de la misma. Pertenece al grupo de parroquias fundadas inmediatamente después de la conquista castellana de la ciudad en 1248. La iglesia actual se construyó a mediados del siglo XIV, siguiendo los parámetros gótico-mudéjares propios del momento histórico en que se inscribe. A finales del siglo XVI o principios del XVII se reconstruyó de nuevo toda la cabecera de la iglesia, ampliando el presbiterio y creando dos capillas laterales: la de San Juan Nepomuceno (luego de los Villalpando) y la de los Maestres. Durante el siglo XVIII se agregan al templo las capillas de la nave del Evangelio y se realizan diversas reformas. 
Por su privilegiada ubicación en el centro urbano hispalense, la iglesia parroquial de San Isidoro disfrutó de una numerosa y activa feligresía que impulsó la creación de capillas en el templo y efectuó numerosas donaciones. Fueron vecinos de la collación figuras tan ilustres como Miguel de Cervantes y Bartolomé Esteban Murillo.

## Descripción

### Exterior

#### Portadas
la iglesia presenta tres portadas, 
- Destaca por su singularidad la del lado de la Epístola, que no se abre en el muro de la nave, pues entre este y la portada se sitúa un zaguán alargado, cuya parte extrema sirve de primer cuerpo a la torre. Constituye una disposición que no encuentra parangón con ninguna otra construcción gótico-mudéjar de la baja Andalucía. La portada presenta un arco apuntado con abocinamiento muy acusado a base de arquivoltas y decoración de dientes de sierra. Una moldura de terminación triangular, a manera de frontón, encuadra toda la portada, presentando dentro de su vértice una interesante estrella de Salomón, símbolo judío muy extendido en la arquitectura bajomedieval.

- La portada de los pies del templo, ejecutada en cantería, se encuentra muy modificada, presentado en la actualidad un arco apuntado con alfiz, que originariamente debía ser de herradura.

- La puerta que se abre a los pies del muro de la nave del Evangelio se realiza a finales del siglo XVIII. Presenta un vano adintelado enmarcado por pilastras que, a su vez, soportan en entablamento con triglifos y metopas.

#### Torre
La torre, situada en el lado de la Epístola, responde prácticamente en su totalidad a una profunda readaptación al estilo barroco efectuada a mediados del siglo XVIII. Quizás el único resto mudéjar que conserva sea una escalerilla de caracol con bóveda de aristas. Se encuentra decorada con azulejos en los que se representa a San Isidoro y San Leandro. Fue levantada por el arquitecto Francisco Jiménez Bonilla en 1752.

### Interior

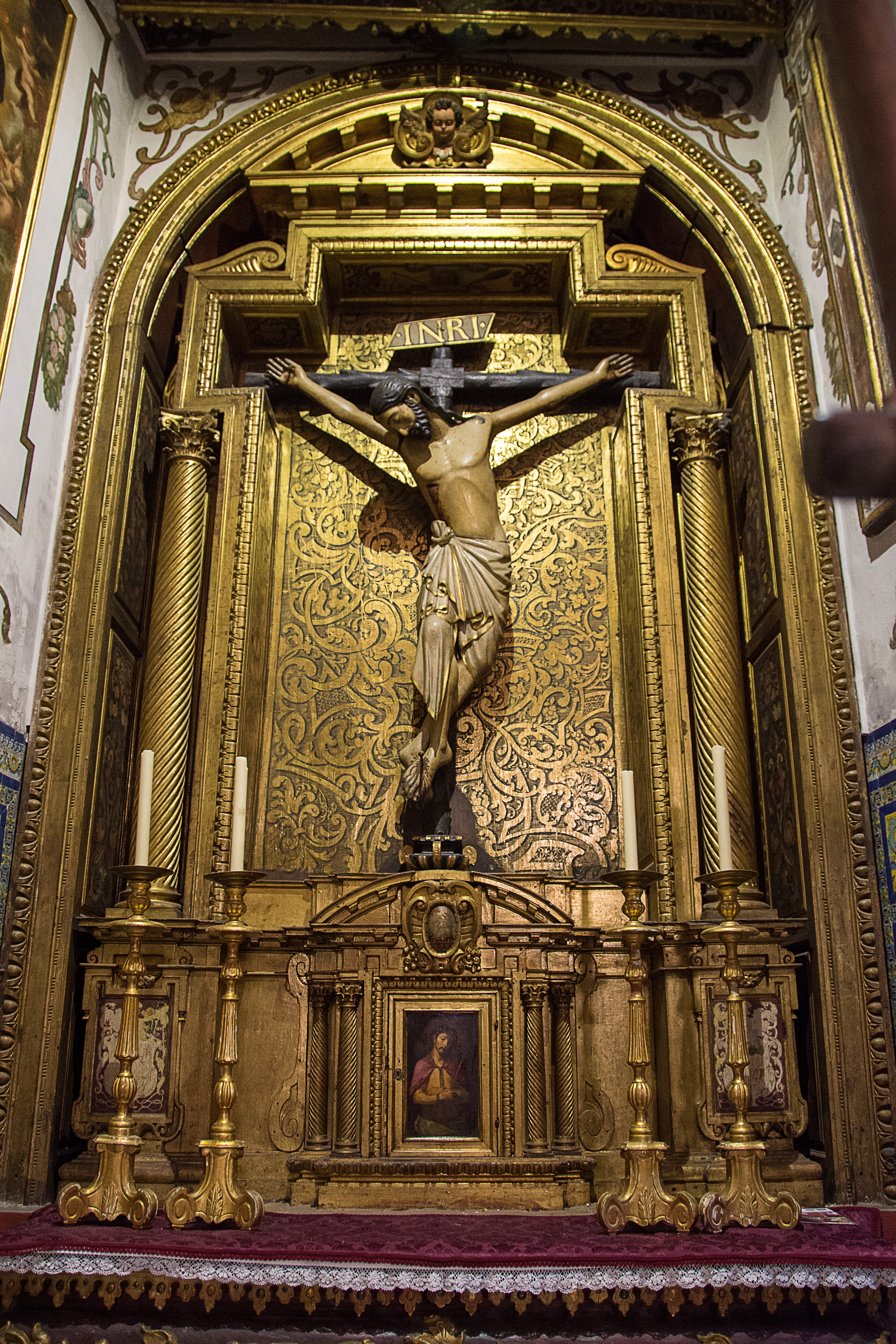
Retablo del Cristo de la Sangre o de los Maestres. Crucificado gótico del

El templo presenta planta rectangular con tres naves, crucero y capillas laterales. Constituyen los soportes diez pilares de sección cuadrangular que sostienen arcos de medio punto ligeramente peraltados. Estos son fruto de las intervenciones efectuadas durante el período barroco, ya que en su origen eran arcos apuntados sobre pilares cruciformes. 
La nave central se cubre mediante una armadura de madera en forma de artesa, repleta de lacerías de clara tradición mudéjar; las naves laterales lo hacen mediante cubierta de colgadizo. El crucero presenta una bóveda semiesférica sobre pechinas; los brazos del crucero y la capilla Mayor se cubren con bóveda de cañón. 
En la nave del Evangelio se abren, en el tercer cuarto del siglo XVIII, la capilla Sacramental y la capilla de la Hermandad de las Tres Caídas. A los pies de esta nave se sitúa la capilla Bautismal, que, al igual que la capilla de la Milagrosa, única abierta en la nave de la Epístola, presentan bóveda sobre trompas de clara estirpe mudéjar. 

#### Altar Mayor

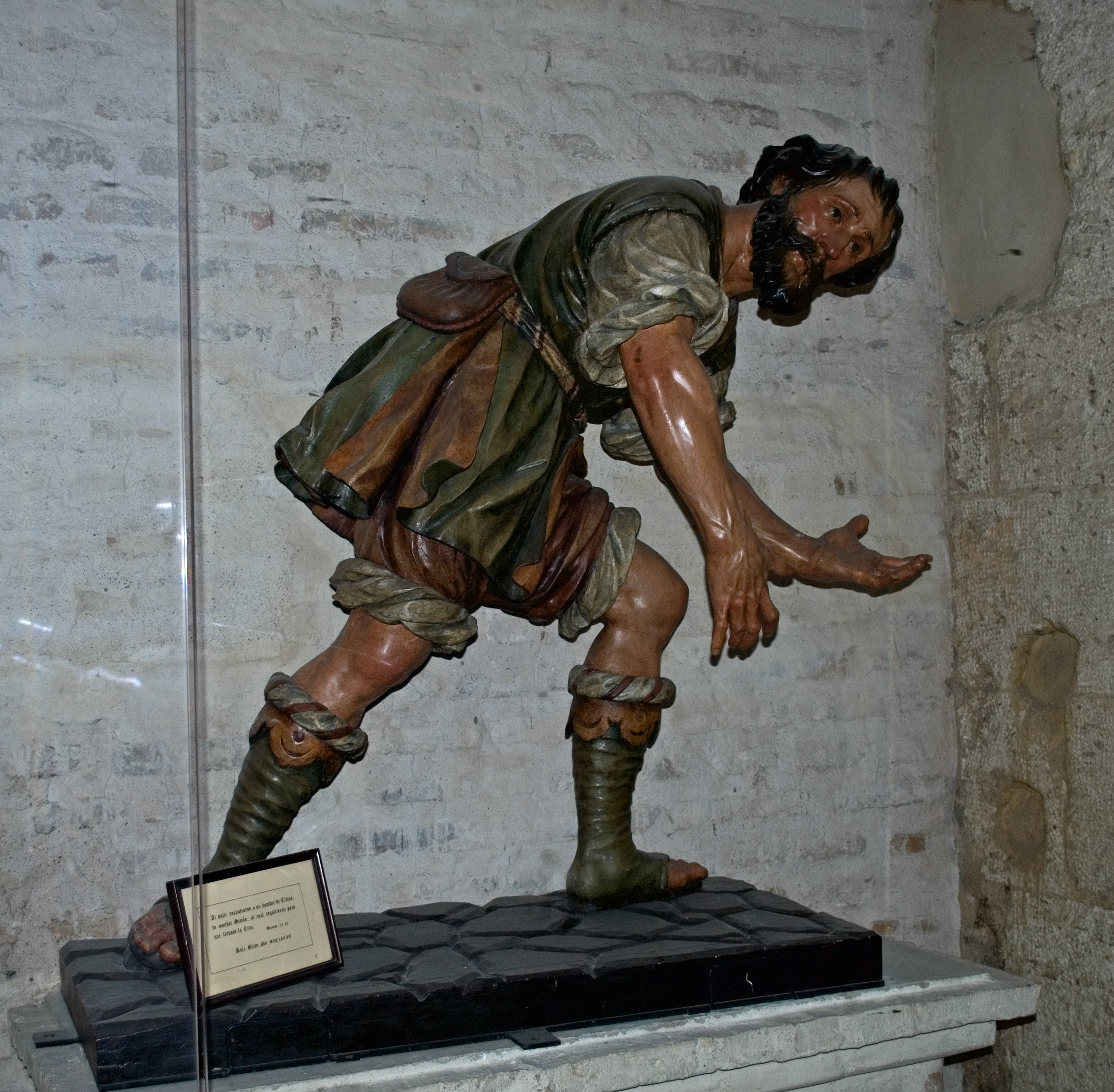
Escultura del Cirineo que acompaña al Cristo de las tres caídas, en el paso de la cofradía del mismo nombre, que procesiona desde la Iglesia de San Isidoro. El autor es Francisco Ruiz Gijón.

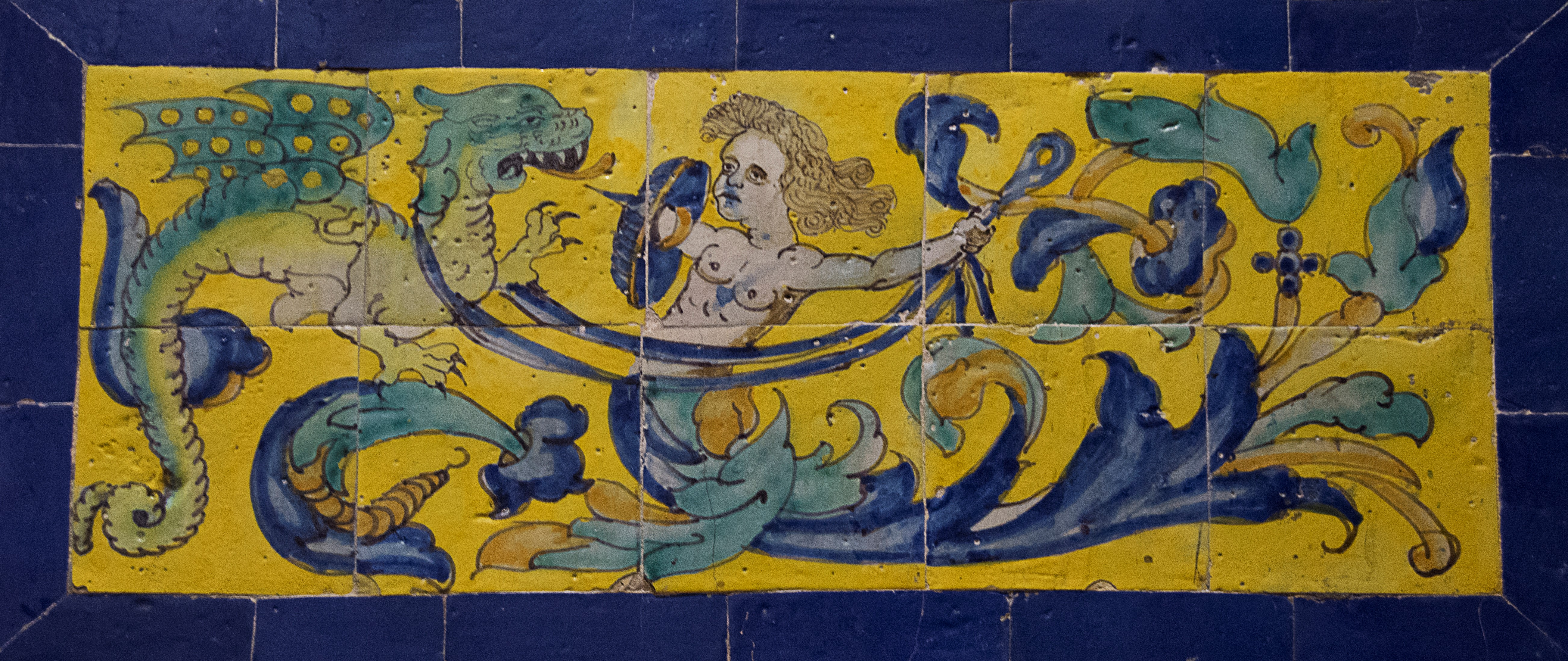
Detalle de paño de azulejos de la capilla del Cristo de la Sangre o de los Maestres. Obra de Hernando de Valladares (1609).

El altar mayor fue diseñado por Felipe del Castillo en 1752. Está presidido por un gran lienzo, pintado por Juan de Roelas en 1613, que representa el tránsito de San Isidoro. Cuenta con un marco de gran ornamentación obra de Benito de Hita y Castillo, realizado en 1752.

#### Capillas
También destacan Las interesantes yeserías de mediados del siglo XVII que decoran el interior de la capilla sacramental.

##### Capilla del Cristo de la Sangre o de los Maestres
Capilla situada en la cabecera del lado del evangelio. En ella se encuentra el Cristo de la Sangre, una obra del siglo XIV, que constituye uno de los tres crucificados góticos de la provincia de Sevilla, junto al Cristo del Millón, en el Retablo Mayor de la Catedral de Sevilla y el Cristo de San Pedro, en la localidad de Sanlúcar la Mayor. Destaca el zócalo de azulejos de principios del siglo XVII, obra de Hernando de Valladares, que decora las capilla. 

##### Otras capillas
Destaca igualmente la rejería de las capillas laterales del templo y las colaterales del presbiterio. El zócalo de azulejos que decora la capilla de los Villalpando es de igual procedencia que el de la capilla de los Maestres.
Sobresale igualmente la decoración pictórica de la bóveda de la capilla mayor. En ella se representan arquitecturas fingidas enmarcando las figuras de San Fernando y San Hermenegildo. Su pintura fue contratada en 1752 por Pedro Tortolero junto con el dorado y estofado del retablo mayor.

## Hermandades
Tienen su sede en este iglesia dos históricas hermandades:
- Archicofradía Sacramental de las Tres Caídas que hace estación de penitencia en la Semana Santa el Viernes Santo.
- Hermandad de Nuestra Señora de la Salud y San Ignacio de Loyola, que hace una procesión en el mes de mayo.